# Логосит
Логосит (ум. 1422) је био српски племић који је служио деспоту Стефану Лазаревићу (р. 1402–27), са титулом војводе (генерал). 
Помиње се 1422. године, како се борио у Котору током Другог скадарског рата (1419–26); командовао је српским снагама које су извеле други напад на Котор који су држали Венецијанци. Речено је да је околина опустошена његовим дејствима.
У јесен 1448. деспот Стефан је послао војну експедицију у Зету. Њу је предводио војвода Логосит. Бројала је, по Стефану Мању, 4.000 коњаника и 1.000 Мађара. Нападу су се прикључили и Црнојевићи. Околина Котора поново је била опустошена. Других последица по Млечане није било, те је стање у Зети остало непромењено. 